# Triumph GT6
El Triumph GT6 es un coche cupé deportivo con motor de 6 cilindros en línea, producido por Standard-Triumph entre 1966 y 1973. Estaba basado en el popular Triumph Spitfire convertible.

## Historia de desarrollo

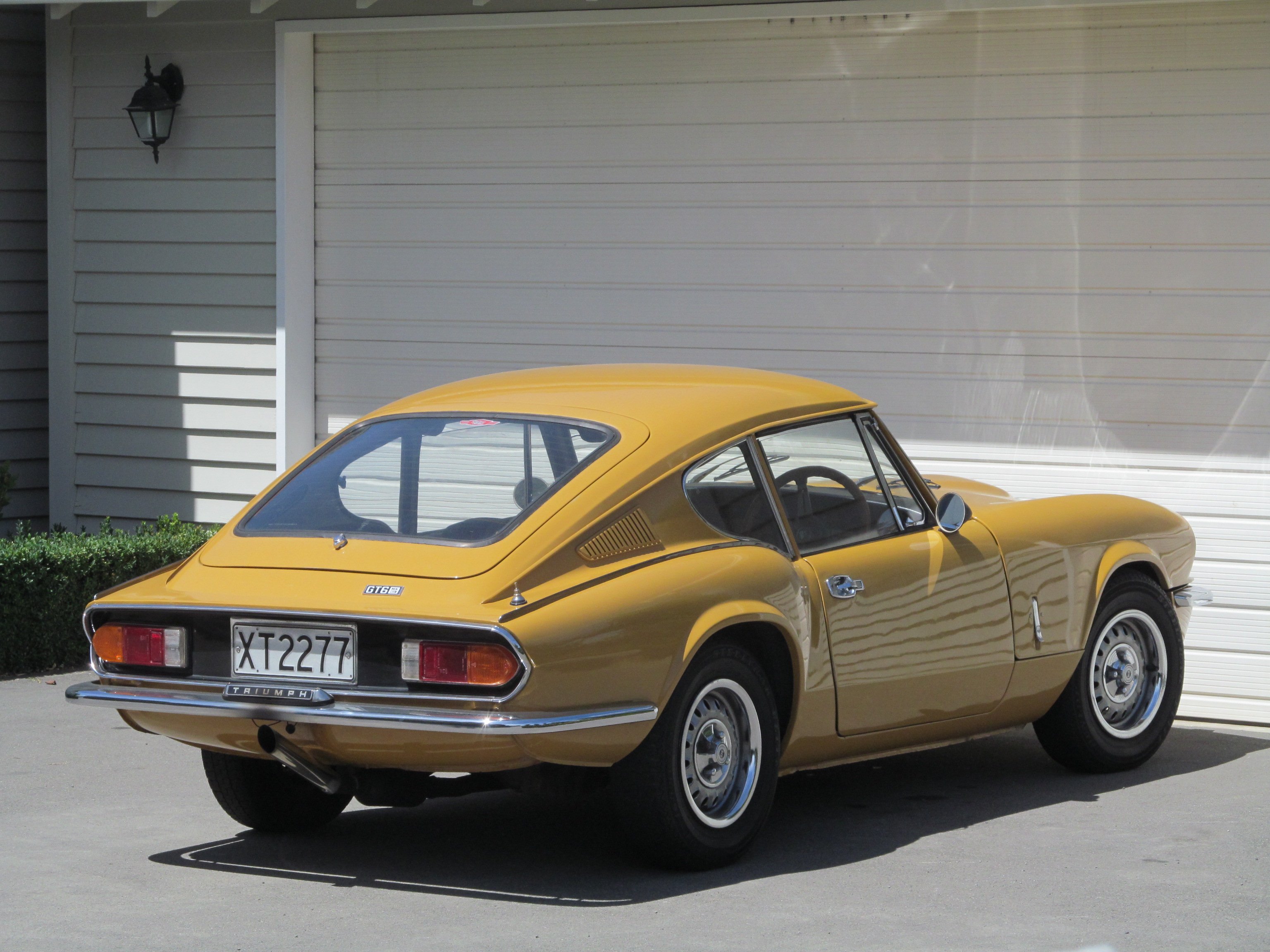
Triumph GT6 de 1971

A principios de 1963, Standard-Triumph le encargó a Giovanni Michelotti que diseñara una versión GT de su Spitfire 4 recientemente presentado (también diseñado por Michelotti). Un Spitfire 4 no modificado fue entregado a los estudios de diseño de Michelotti en Italia y, a finales de 1963, el prototipo Spitfire GT4 fue devuelto a Inglaterra para su evaluación. El estilo del vehículo fue un éxito, pero el peso extra de la carrocería GT resultó en un rendimiento extremadamente pobre para los 1147 centímetros cúbicos (70 plg³) del Motor SC estándar del Spitfire, y los planes para producir el Spitfire GT4 fueron archivados. 
El diseño Fastback de Michelotti para el prototipo Spitfire GT4 fue adoptado por el programa de carreras de Triumph para la temporada 1964, ya que se consideró que proporcionaba un beneficio aerodinámico sobre la forma de la carrocería del Spitfire estándar. Se introdujeron copias de fibra de vidrio del diseño fastback del Spitfire GT4 en los Spitfires modificados para la competición. El programa de carreras Spitfire fue exitoso, y en 1965 resultó en el 13° lugar general y el 1° en su clase en las prestigiosas 24 Horas de Le Mans (superando a sus principales rivales, los MG Midget). El éxito competitivo del Spitfire y el continuo éxito comercial del vehículo de producción llevaron a Triumph a revaluar sus planes archivados para una versión GT del Spitfire. Para superar la falta de rendimiento inherente al estilo de carrocería más pesado, el motor de 4 cilindros del Spitfire fue reemplazado por el Triumph de 6 cilindros en línea de 2 litros (1998 cc) mucho más potente, originalmente derivado del SC y luego en uso en el Triumph Vitesse (que compartió un chasis similar con el Spitfire y el Triumph Herald). El automóvil se desarrolló y refinó aún más y finalmente se lanzó como el Triumph GT6 (dejando de lado el prefijo "Spitfire") para enfatizar su estilo GT y su motor de 6 cilindros.
El marketing contemporáneo de Triumph anunciaba que el GT6 se desarrolló a partir de los "Spitfires de Le Mans ganadores de carreras" para capitalizar sus similitudes estéticas, mientras que los Spitfires de Le Mans y el GT6 eran en realidad dos programas de desarrollo completamente separados (el programa GT era anterior al programa de carreras). Sin embargo, el giro de marketing fue tan exitoso que muchas personas creyeron erróneamente que los Spitfires de Le Mans eran realmente GT6.

## Modelos
Los siguientes modelos fueron producidos entre 1966 y 1973:
| Nombre del modelo | Motor                   | Año                                | Unidades construidas |
| ----------------- | ----------------------- | ---------------------------------- | -------------------- |
| GT6 Mark I        | 1996 cc 6 cil. en línea | julio de 1966 - septiembre de 1968 | 15 818               |
| GT6 Mark II       | 1996 cc 6 cil. en línea | julio de 1968 - diciembre de 1970  | 12 066               |
| GT6 Mark III      | 1996 cc 6 cil. en línea | Oct 1970 - Dic 1973                | 13 042               |

Producción total (todos los modelos): 40 926

## GT6 Mk I (GT6)

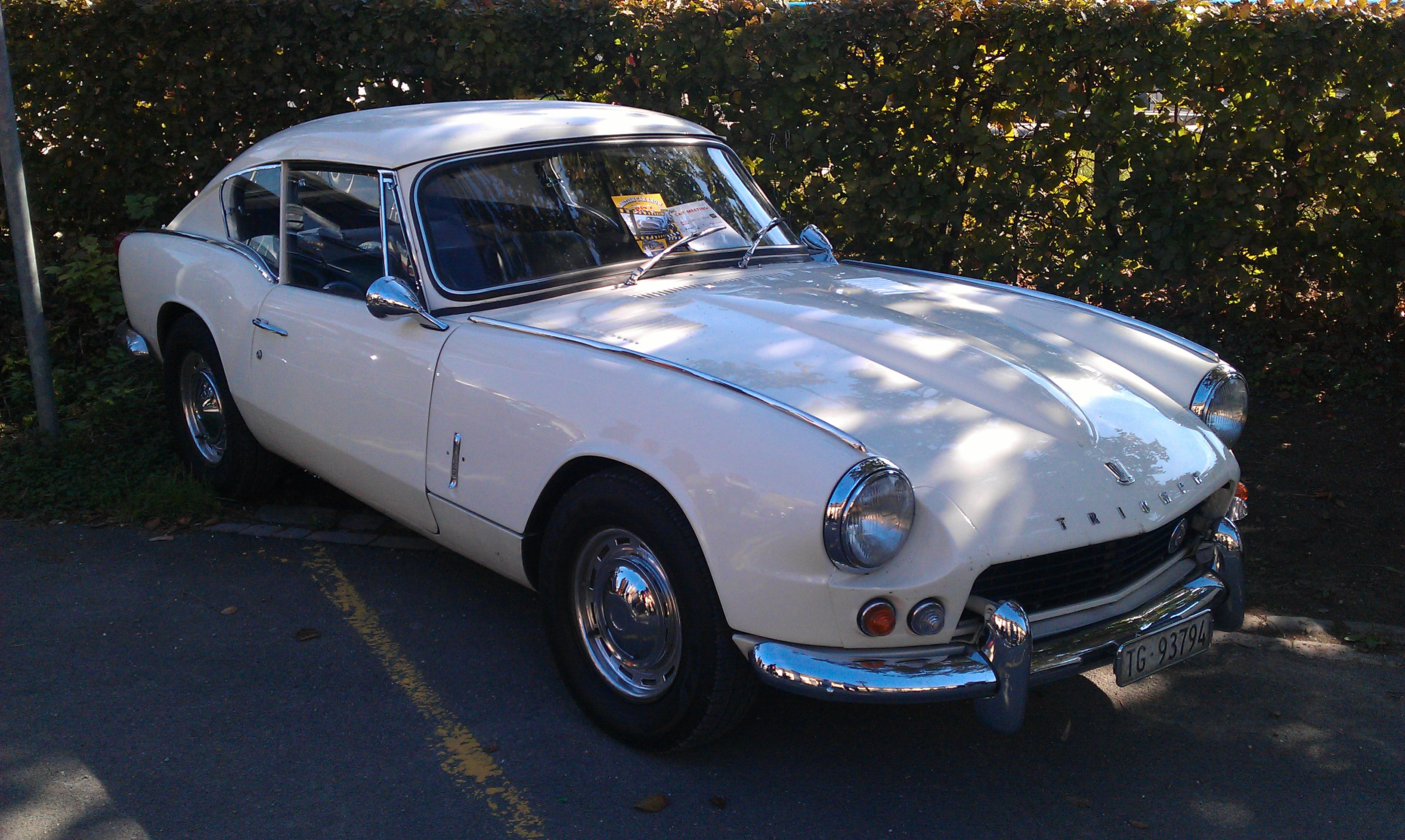
Triumph GT6 Mk I

El nuevo automóvil se presentó en 1966 y se llamó Triumph GT6. La nueva carrocería tenía un elegante diseño fastback con una escotilla trasera que se abría, lo que le valió al GT6 el apodo del E-Type del pobre (en referencia al Jaguar E-Type). Realmente era un biplaza, pero se podía pedir un pequeño asiento trasero adicional, lo suficientemente grande como para niños pequeños. El parecido familiar con el Spitfire Mk II era fuerte, el motor de 6 cilindros más largo necesitaba un capó nuevo y las puertas estaban provistas con vidrios rectangulares y ventanillas de esquina tanto delante y como atrás. El motor de 6 cilindros, como el Vitesse de 2 litros, se ajustó para desarrollar 95 CV (71 kW) a 5000 rpm, y producía 117 lb 117 ft (159 N·m) de par motor a 3000 rpm.
El aumento de potencia requirió ciertos cambios en la mecánica del Spitfire; el radiador era nuevo y estaba montado más adelante en el automóvil y la caja de cambios era la unidad más fuerte del Vitesse de 2 litros, con "synchromesh" en las 4 marchas hacia adelante. Se ofrecía además, una sobremarcha opcional, que proporcionaba un incremento del 20 % en las velocidades tercera y cuarta. En la práctica, solo se agregó una única relación, ya que la tercera sobremarcha, era igual a la cuarta sin sobremarcha. El diferencial de los coches con sobremarcha y sin sobremarcha no era muy diferente, ya que los autos sin sobremarcha venían con un diferencial de 3,27:1, mientras que los diferenciales de los autos con sobremarcha eran los mismos que el Vitesse de 2 litros, 3,89:1. El peso total del vehículo sin carga era de 864 kg (1904 lb). El interior del GT6 presentaba un tablero de madera que contenía un conjunto completo de instrumentos, con alfombras y calentador incluidos de serie.
El motor del nuevo automóvil proporcionó una velocidad máxima de 170,6 km/h y una aceleración de 0-100 en menos de 12 segundos. La única crítica importante fue su suspensión trasera. El GT6 heredó el sistema de eje oscilante del Spitfire, que a su vez fue copiado del pequeño Herald sedán. En el sedán fue tolerado, en el pequeño Spitfire no gustó, y en el poderoso GT6 fue muy criticado. Triumph no había hecho nada para mejorar el sistema en el GT6, y la tendencia a salirse de la carretera si el conductor no trazaba correctamente las curvas no fue ayudada en absoluto por el aumento de peso en la parte delantera del automóvil. La conducción sería muy criticada en los Estados Unidos, un importante mercado de exportación para Triumph, donde tradicionalmente eran muy fuertes. Se hicieron críticas similares en el Vitesse sedán, que compartía el motor del GT6 y sus problemas de conducción. 

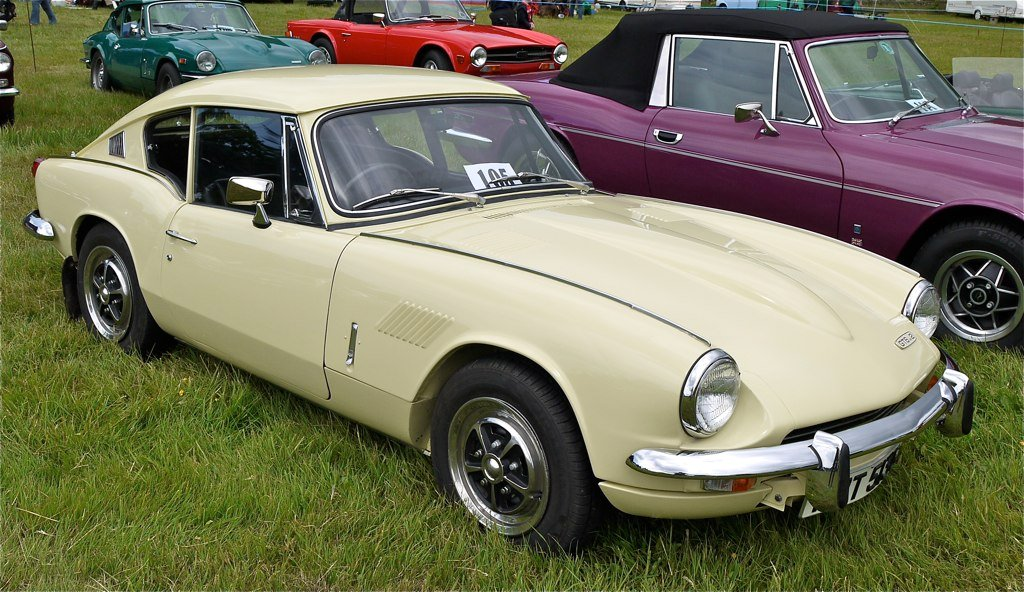
Triumph GT6 Mk II

## GT6 Mk II (GT6+)
Triumph se dio cuenta de que necesitaban encontrar una respuesta al problema de la falta de suavidad de conducción, aunque solo fuera para mantener su reputación en los EE. UU. Su respuesta llegó con el modelo del año 1969, con la introducción del GT6 Mk II, conocido en los Estados Unidos como el GT6 +. La suspensión trasera se rediseñó significativamente utilizando brazos oscilantes inferiores invertidos y acoplamientos del eje de transmisión Rotoflex, domesticando el manejo. El Vitesse también fue modificado, pero el Spitfire tuvo que esperar hasta 1970 para ser mejorado.
Hubo otros cambios para el Mk II. El paragolpes delantero se levantó (en común con el Spitfire Mk 3) para cumplir con las nuevas regulaciones de choque, y se agregaron respiraderos laterales a las aletas delanteras y a los pilares traseros. Debajo del capó, el motor era la unidad Vitesse MkII mejorada que desarrollaba 105 hp, con una nueva culata, árbol de levas y colectores. Los principales cambios fueron la sincronización modificada de las válvulas de entrada más grandes, con un aumento en el ancho de la cabeza. El rendimiento mejoró ligeramente a 172,2 km/h pero quizá lo más destacable fue que la aceleración de 0-100 se redujo a 10 segundos. La economía de combustible también se mejoró a 11 L/100 km promedio.  El interior se actualizó con un nuevo tablero de instrumentos y una mejor ventilación, un ventilador calefactor de dos velocidades y un techo negro. La caja de cambios con "overdrive" siguió siendo una opción popular para la transmisión manual con las mismas especificaciones que el Mk I.

## GT6 Mk III

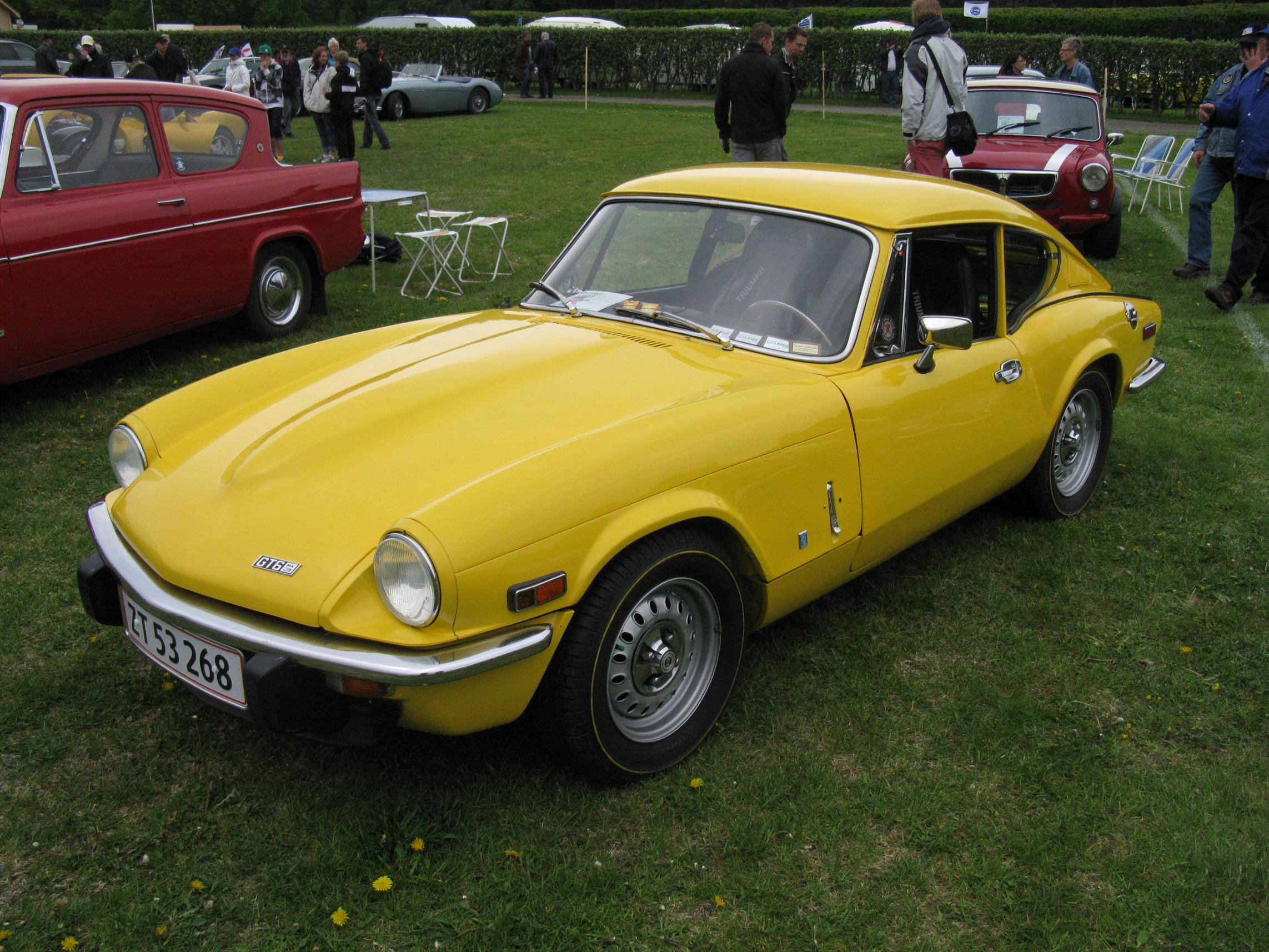
Triumph GT6 Mk III

La última modificación importante para el GT6 llegó en 1970, materializada en la forma del Mk III. Esta vez se revisó toda la carrocería para que coincidiera con los cambios realizados en el Spitfire Mk IV: las modificaciones incluyeron una parte trasera recortada, manijas de las puertas empotradas y una parte delantera más lisa. Se hicieron cambios de detalle en la mecánica, pero en 1973 -cerca del final de la vida de producción del automóvil- la suspensión trasera se cambió nuevamente, esta vez por el diseño más barato (pero aún efectivo) "elástico" instalado en el Spitfire Mk IV. Esta fue una modificación de la suspensión trasera del eje oscilante utilizada en los modelos derivados del Herald, con la ballesta transversal montada en un pivote, eliminando la rigidez en la parte trasera y, por lo tanto, reduciendo en gran medida el efecto de elevación bajo las cargas en las curvas. Para compensar esta pérdida de rigidez, se instaló una barra estabilizadora delantera más grande. También se agregó un servofreno en 1973, y los asientos se cambiaron de vinilo a tela. Todavía había una lista de opciones bastante completa. El peso sin carga aumentó ligeramente a 920,8 kg.
La potencia del motor y el par para el Mk III fueron similares a los del Mk II, pero con una mejor aerodinámica, que condujo a una velocidad máxima de 180 km/h y una aceleración de 0-100 en 10,1 segundos. El rendimiento ahora estaba cómodamente por delante del MGB GT, que alcanzaba los 169 km/h y aceleración de 0-100 en 13 segundos. La economía de combustible también se mejoró a 10 L/100 km. Los últimos modelos para el mercado de los EE. UU. tuvieron un rendimiento relativamente bajo, debido a que las relaciones de compresión se redujeron para permitir el uso de gasolina sin plomo de menor octanaje.
El Mk III nunca se vendió en los números esperados por Triumph, y fue ampliamente derrotado en el mercado por el MGB. Triumph se negó a lanzar una versión convertible oficial del GT6 y, después de las bajas ventas, se retiró de la gama Triumph a finales de 1973, aunque se vendieron algunas unidades al año siguiente.

## Modelos fundidos a troquel
- Vitesse produjo un modelo a escala 1/43 del Mk III en la década de 2000.
- Spark produjo un modelo a escala 1/43 del Mk II en 2010.